# Ровдіно (селище)
Ро́вдіно (рос. Ровдино) — селище у складі Підосиновського району Кіровської області, Росія. Входить до складу Яхреньзького сільського поселення.
Населення становить 78 осіб (2010, 154 у 2002).
Національний склад станом на 2002 рік — росіяни 99 %.